# وادي الفرع
وادي الفُرُع أحد أشهر أودية شبه الجزيرة العربية، يقع في جنوب المدينة المنورة ويبعد عن المدينة 110 كم جنوباً على الطريق السريع بين مكة المكرمة والمدينة المنورة، وهو من أشرف ولايات المدينة في زمن الرسول ﷺ حيث كان صاحبه يجبى إليه 12 منبرا وهي منبر الفُرُع والمضيق والسوارقية ورهاط وعمق الزرع والجحفة والعرج والسقيا والأبواء وقديد وعسفان وستارة، وكانت في وادي الفرع أكثر من خمسين عينة جارية تسقي عشرات الألوف من النخيل في مختلف قرى وجنبات هذا الوادي، سكانه من بني عمرو من حرب يشتهر باسم وادي بني عمرو ويسمى أيضا وادي النخيلة وكان وادي الفرع يمر به طريق القوافل القديمة بين المدينتين المقدستين مكة المكرمة والمدينة المنورة ويسمى الطريق الفرعي الذي يمر عبر أم البرك والمسيجيد وسمي بالطريق الفرعي لاختراقه قرى وادي الفرع من رابغ حتى يصل إلى آبار الماشي فالمدينة المنورة، وفي الوقت الحاضر تسير الجهود على ربط وادي الفرع بامتداد الطريق الأسفلتي من مفرق الطريق السريع بين مكة والمدينة إلى رابغ نظراً لأهميته في إنعاش المنطقة وربطها بأسواق بيع المحاصيل الزراعية في رابغ والمدينة.

## تاريخ وادي الفرع
يعتبر وادي الفرع من أهم المناطق الزراعية في منطقة الحجاز فأرضه خصبة ومياهه وفيرة منذ أقدم العصور.
- قال السهيلي، وهو أحد المؤرخين الكبار :

(الفرع أول قرية مارت إسماعيل وأمه التمر بمكة بمعنى أن إسماعيل عندما اتخذ وأمه هاجر مكة موطناً وجد تمر الفرع طريقه إلى مكة المكرمة وهذا يدل على أن المنطقة قبل ذلك التاريخ كانت زراعية وتنتج التمر وتبحث عن تسويقه في مناطق الحجاز وعندما أحس الناس في ذلك الوقت بأن مكة قد عمرت وصار بها سكن بادرت قوافلهم إليها تمتار وتشتري وتبيع.
ويضيف السهيلي نفسه في قوله : أن الفرع فيها عينان من عيونها يقال لهما (الربض والنجف) تسقيان عشرين ألف نخلة.
ولا تزال الربض والنجف بأسمائها إلى اليوم.
ولاشك بأن تأكيد كتب التاريخ بامتيار الفرع بمكة في زمن إسماعيل وأمه هاجر وجلب التمر إليها هذا دليل على أن وادي الفرع كان ذا عطاء ووجود وتاريخ موغل في القدم، وأن تجارة التمور والمحاصيل الزراعية كانت تجد طريقها إلى أسواق مكة المكرمة والمدينة المنورة منذ عهد إسماعيل وربما كان قبل ذلك.

### وادي الفرع في عيون المؤرخين
قال الحموي في معجم البلدان: الفرع بالضم وسكون ثانيه قرية من نواحي المدينة عن يسار السقيا بينها وبين المدينة ثمانية برد عن طريق مكة، وقيل أربع ليال، بها منبر ونخل ومياه كثيرة، وهي قرية غناء كبيرة، وبين الفرع والمريسيع ساعة من نهار، وهي كالكورة وفيها عدة قرى ومنابر ومساجد لرسول الله قال ابن الفقيه : فأما أعراض المدينة فأضخمها الفُرُع وبه منزل الوالي وبه مسجد النبي ﷺ.
قال البكري في المعجم : الفرع بضم أوله وثانيه، وبالعين المهملة، حجازي من أعمال المدينة الواسعة، والصفراء وأعمالها من الفرع، ومضافة إليها. وروى مالك بن نافع أن ابن عمر رضي الله عنهما أحرم من الفرع.
وقال أيضا : الفُرُع من أشرف ولايات المدينة، وذلك أن فيه مساجد لرسول الله ﷺ نزلها مرارا، وأقطع فيها لغفار وأسلم قطائع، وصاحبها يجبي اثني عشر منبرا : منبر بالفُرُع، ومنبر بمضيقها، على أربع فراسخ منها، يعرف بمضيق وادي الفرع، ومنبر بالسوارقية، وبساية، وبرهاط، وبعمق الزرع ْ وبالجحفة ْ وبالعرج وبالسقيا، وبالأبواء ْ وبقديد ْ وبعسفان ْ وبستارة، هذا كله من عمل الفرع.
قال ابن الأصبغ : هو قرية غناء من قرى عيون جبل آره الكثيرة ْ هي من المنازل المشتركة لقريش والأنصار ومزينة. وقيل : هو أضخم أعراض المدينة.
وقال الجاسر : عمل واسع من أعمال المدينة، لايزال معروفا بهذا الاسم ْ وفيه قرى كثيرة على أودية تنحدر من حرة بني سليم بين طريقي المدينة إلى مكة النجدية والتهامية.

## الطبيعة الجغرافية لوادي الفرع
يعتبر وادي الفرع منطقة زراعية وسياحية وأثرية بعيونة وقراه وجباله وعمقة التاريخي الزراعة والعيون : يشتهر وادي الفرع بزراعة جميع أنواع النخيل والليمون والبرتقال والعنب والخضروات وكان لهذا الوادي أكثر من خمسين عين جاريه تسقي عشرات الألوف من النخيل في مختلف قرى وجنبات هذا الوادي الذي يمتد لمسافة تزيد عن سبعين كليلو متر تقريباً... وبمرور الزمن وتعاقب سنوات الجفاف اندثرت تلك العيون ولم يتبق منها سوى ثلاث عيون هي : عين المضيق ــ عين أم العيال ــ عين أبي ضباع في الوقت الحاضر ولا تزال هذه العيون تجري وتسقي عشرات الألوف من نخيل هذه القرى أما بقية قرى وادي الفرع فقد قامت زراعتها على الآبار حالباً.

## قرى وادي الفرع
قرى وادي الفرع : وادي الفرع يمتد عبر مساحة طولها يزيد عن سبعين كيلو متر وهو واد بين جبال شاهقة عرفه الأقدمون فقالوا : أن وادي الفرع يمتد من الشعيبة إلى الحزيبه والشعيبة تقع قريباً من مفرق وادي الفرع على طريق مكة المدينة السريع والخريبة هي الأبواء المعروفة حيث تنحدر السيول على هذا الوادي من الشعيبة وما حولها إلى وادي الفرع حتى تصل على الأبواء ثم بلدة مستورة على البحر الأحمر. ومما يؤكد هذا وجود سد قديم يحرص الأقدمون عليه وعلى وجوده منذ مئات السنين ولا يزال حتى هذا اليوم وهذا السد هو سد مقلب يقابل مفرق وادي الفرع من الجهة الشمالية الغربية تقريباً وهناك التزام لدى سكان هذا الوادي بتعميره وإقامته كلما خربته السيول حرصاً على جريان سيول منطقة المقلب التي بها السد على أن تسير عبر وادي الفرع لاستفادة العيون منه ولذلك تشترك جميع القرى وخيوف وادي الفرع من أعالي قرى الريان إلى الأبواء في إقامته والحرص على وجوده
وادي الفرع

## أبرز عيون وادي الفرع
لقد كان وادي الفرع يمتاز بكثرة عيونه وغزارتها وقد ذكر أحد المؤرخين القدماء بأن عيون وادي الفرع كانت تزيد عن خمسين عينا ونذكر منها على سبيل المثال لا الحصر

### عيون الريان
عيون في اودية الريان الأعلى والأسفل وما حولها
- المديراء
- الجميز
- الزبير
- البيار
- السدر
- مسيطح
- السمنية
- الهرمية
- الخوي
- شدخ
- كميتان
- الفقير
- الشعبة
- الصدر
- المتلاقية
- المرقاب

### عيون المضيق
- المضيق
- اليسيرة
- القابل

عيون المحظة
وهذه عيون من وادي مكة إلى نواحي الشارقة غربا

### عين أم العيال
عين عليها قرية فاطمة الزهراء رضي الله عنها كان بها نخل كثير أكثر من عشرين ألف نخلة، وهي من أكبر عيون وادي الفرع.

### عيون أبي ضباع وما بعدها
- أبي ضباع
- الربض
- الملبنة

الحديقة
قال ياقوت الحموي عنها : الحديقة قرية من أعراض المدينة في طريق مكة كانت بها وقفة بين الأوس والخزرج قبل الإسلام.
- عين البغالية
- الخواجية
- الناصفة
- الحصين

النجف (غير معروف) لكن على العموم (النجف الربض الملبنة الحديقة عين البغاليه عين حسين وهم يسمونه خيف حسين ) لاتعتبر قرى وانما حارة جمعها حواري تابعة لقرية أبو ضباع أبو ضباع.
5/ عين البعيث والبعيث يقع جنوب شرق أبو ضباع وليس من حواري أبو ضباع
وهذه العيون أسفل وادي الفرع قرية أبو ضباع وما بعدها من قرى عديد، وكل هذه العيون وغيرها كانت تسقي مئات خيوف النخيل وكل خيف كان يضم عشرات الآلاف من النخيل والزروع. ولذلك كان وادي الفرع منطقة جذب لكل الناس حاضرة وبادية وإليه كانت تشد الرحال من أواسط نجد وسهول الخبت وأودية تهامة للاستفادة من خيرات زروعه.
اما اليوم فلقلة الأمطار جفت عيون كثيرة للأسف ولم يبق منها بقوته وغزارته سوى عيون:
المضيق
ام العيال
أبي ضباع
وهناك عيون تظهر مع كثرة هطول الأمطار وجريان السيول مثل عين اليسيرة وتقع شمال قرية ام العيال جنوب قرية المضيق أي بين القريتين
ولذلك اتجه الناس إلى حفر الابار في مواقع الخيوف القديمة فازدهرت الزراعة من جديد وكثرت المحاصيل..

## زيارة الرسول لوادي الفرع
في (وفاء الوفاء بأخبار دار المصطفى) ص 1026 من المجلد الثاني لمؤلفه نور الدين علي بن أحمد السمهودي قال وهو يتحدث عن مساجد الفرع: 
روى ابن زبالة عن أبي بكر بن الحجاج وغيره أن رسول الله نزل الأكمة من الفرع فقال في مسجدها الأعلى ونام فيه ثم راح فصلى الظهر في المسجد الأسفل من الأكمة ثم استقبل الفرع فبرك فيها (أي دعا له بالبركة..)
قلت: والأكمة من الفرع معروفة اليوم غرب قرية أبي ضباع ويطلقون عليها المصلى وهذا معروف لدى سكان الفرع (في أبي ضباع) وهذا يعني أن هناك مسجدين صلى بهما النبي أحدهما على الأكمة من الفرع وهو الذي قال فيه واستراح وهو الأعلى، ثم الأسفل الذي صلى فيه الظهر واستقبل القبلة ودعا بالبركة.
وكان عبد الله بن عمر ينزل المسجد الأعلى فيقيل فيه فيأتيه بعض نساء أسلم بالفراش فيقول: لا، حتى أضع جنبي حيث وضع رسول الله جنبه، وأن سالم بن عبد الله كان يفعل ذلك.
وروي أيضاً عن عبد الله بن مكرم الأسلمي عن مشائخه أن النبي نزل في موضع المسجد بالبرود في مضيق الفرع وصلى فيه.
ومسجد البرود في مضيق الفرع معروف اليوم في المضيق بأكمة في جبل وادي (الغَرَبْ) وهو أحد الأودية التي تسيل في وادي المضيق ويأتي سيله من الشمال إلى الجنوب ليصب في الوادي الكبير الذي يجعل خيفي القويبل بالمضيق يمنة ويسرة عن الوادي وهذا هو ا لمسجد الثالث من مساجده  بوادي الفرع.
أما البرود فقد حرفت العامة اسمه إلى (البريد) تصغير البريد ولا يزالون يطلقون على المكان اسم (مسجد النبي).
ولا يعلم بوادي الفرع للنبي خلاف هذه المساجد الثلاثة في هذا الوقت كما أنه لا يعرف متى نزل النبي  الأكمة من الفرع هل هو في غزوة بحران التي خرج من أجلها بثلاثمائة من أصحابه لحرب بني سليم الذين علم النبي بتجمعهم لحربه في بداية السنة الثالثة من الهجرة ؟
أم في مروره بهذا الوادي وهو يتابع أخبار قريش بعد غزوة أحد، حيث ذكر الواقدي أنه  نزل الفرع مراراً ؟
أما بحران وغزوته فهي مشهورة في كتب السيرة، وبحران معدن بن معادن الذهب القديمة حيث ذكرت كتب التاريخ وكتب التراث ذلك، وقالت: بحران معدن بالحجاز في ناحية الفرع كما ذكر سابقاً.

## أخبار الصحابة والتابعين بوادي الفرع
ويؤكد المؤرخون بأن زراعة وادي الفرع ونخيله استهوت الكثير من الصحابة والتابعين على اختلاف العصور والأزمان.
- فهذا عبد الله بن الزبير يؤكد بنفسه لوالدته أسماء بنت أبي بكر ٍ ذات النطاقين رضي الله عنهما عندما سألته قائلة : يابني أُعمُر الفرع ؟ فيجيبها قائلاً : نعم يا أمة.. وقد عمرته واتخذت به أموالاً، وقد روى هذا الزبير عن رجاله، ويضيف الراوي بأن عبد الله بن الزبير قد عمل بالفرع (الفارعة، والسنام) وهذه لاتعرف اليوم أو أنها سميت بغير اسمها مع مرور الأيام والسنين.
- كما أن عروة بن الزبير هو الآخر ممن استهوته زراعة الفرع ونخيله فعمل عين (النهد وعين عسكر) وهذه الأخرى لاتعرف اليوم أو أنها قد اندثرت أو كذلك قد سميت بغير أسمائها.
- وتابع حمزة بن عبد الله بن الزبير أباه في الاهتمام بتلك المنطقة فعمل هو الآخر (عين الربض وعين النجف) وهذه معروفة إلى اليوم ولو أن النجف يختلف الناس فيه في اندثاره وبقائه على اسمه، ويقول بعض أهل القرية : بأن عين النجف هي عين أبي ضباع.
- قال الزبير : سألت سلمان بن عياش : لم سميت عين الربض ؟ فقال : منابت الأراك في الرمل تدعى الإرباض.. وسميت النجف لأنها في نجف الحرة.
- وعارض منذر بن مصعب بن الزبير بعض أصحابه بمال له على عين (النهد) إلى مال لأخيه خالد بن مصعب بن الزبير بالجوانية فقيل في ذلك شعراً :

خليلي أبا عثمان ماكنت تاجراً *** أتأخذ أنضاحاً بنهر مفجّر ِ
أتجعل أنضاحاً قليلاً فضولها *** إلى النهد يوماً أو إلى عين عسكر ِ
- وروى مالك عن نافع أن ابن عمر أحرم من الفرع وقال مالك : كان خروج عبد الله بن عمر إلى الفرع لحاجة ثم بدا له فأحرم منها.
- قال الواقدي : مات عروة بن الزبير بن العوام بالفرع ودفن هناك، وعروة بن الزبير يولد سنة ثلاث وعشرين وتوفي سنة أربع وتسعين ودفن (بمجاح) إحدى نواحي الفرع على أشهر الروايات.

وأم العيال فيها عين هي صدقة فاطمة الزهراء أم الحسن والحسين
- قال عرام : (بأن أم العيال صدقة فاطمة الزهراء رضي الله عنها وأنها عين عليها قرية هناك).

وأم العيال واحدة من قرى وادي الفرع تمتاز بعينها الثجاجة ونخيلها الباسقة منذ أقدم العصور.
- وقال ابن حزم : هي عين لجعفر بن طلحة بن عبيدالله التيمي القرشي أنفق عليها مئتي ألف دينار وكانت تسقي أزيد من عشرين ألف نخلة.
- وكان جعفر وسيماً وأصابه وباء غيّر لونه، وفي إحدى مرات مجيئه إلى المدينة رآه الإمام مالك بن أنس إمام دار الهجرة فقال : هذا جعفر بن طلحة الذي عمر ماله وأخرب بدنه.
- وروى أبو الفرج النهرواني : أن الحسين بن زيد بن علي بن الحسين قد عمر ثلاث عيون بأعمال المدينة هي عين المضيق، وعين ذي مروة، وعين السقيا، وذلك عندما ذهب إلى اليمن ووفد على معن بن زائدة ورجع من عنده بأموال طائلة.

وعين المضيق بوادي الفرع باقية إلى اليوم باسمها وجريانها وعذوبة مائها.
أما عين السقيا بأم البرك وعين ذي مروة فقد اندثرتا.